# 明華路 (高雄市)
明華路（Minghua Rd.）為左營區及鼓山區的東西向道路。南起於中華一路161巷口，後轉東並止於光興街口。本道路共分成二個部分，博愛二路為分段點。

## 行經行政區域
（由東至西）
- 左營區
- 鼓山區

## 分段
明華路共分成二個部分：
- 明華路：南起於中華一路161巷口銜接中華一路247巷15弄，於中華一路131巷32弄、中華一路131巷1弄口轉東，東於博愛二路口接明華一路。
- 明華一路：西於博愛二路口接明華路，東止於光興街口。

## 沿線設施

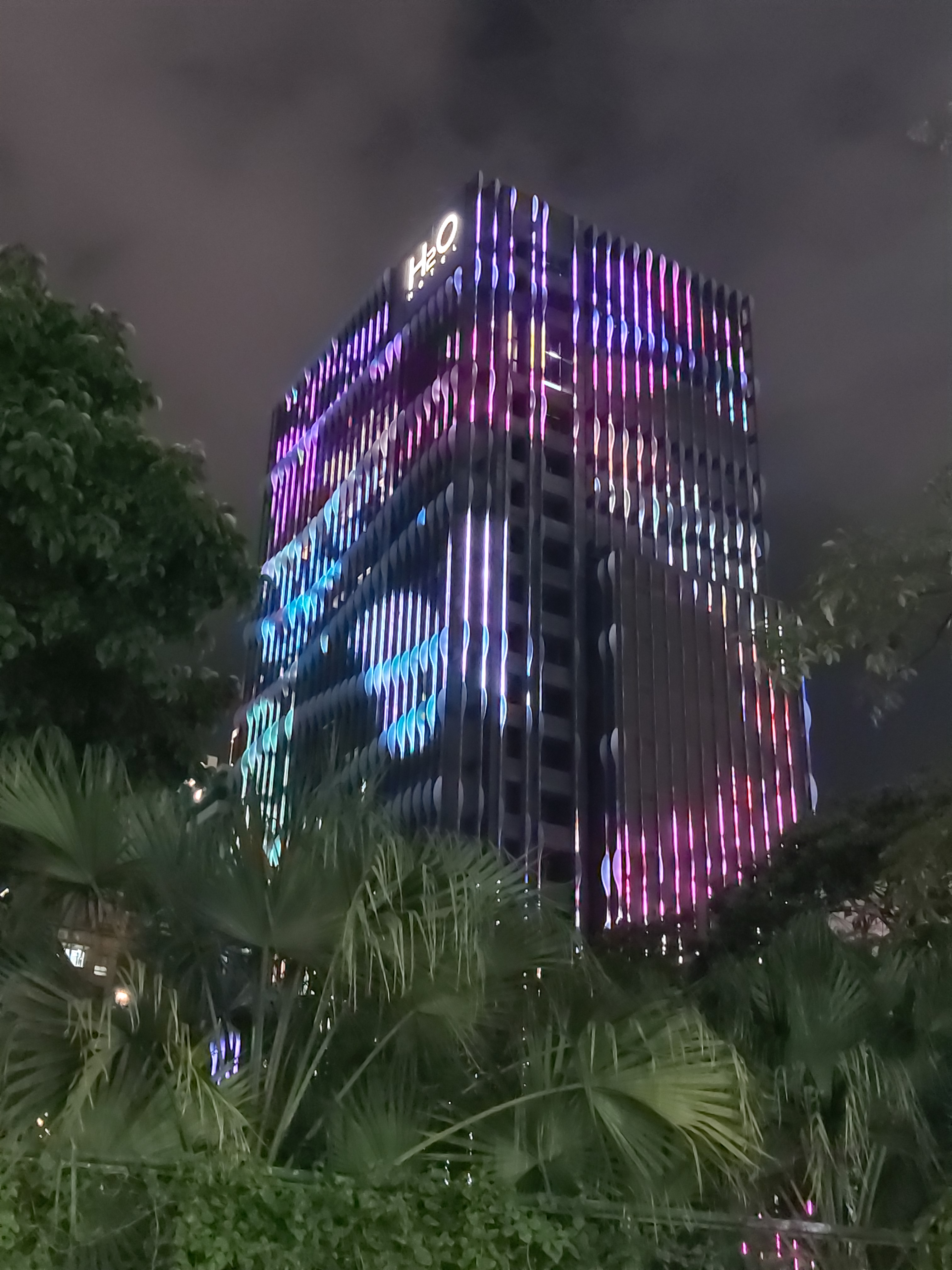
H₂o Hotel 水京棧國際酒店夜景

- 明華一路：
  - 高雄河堤公園
  - 萊爾富高市高育店
  - 洪瑞珍三明治高雄店
  - 義美食品明華門市
  - 7-ELEVEN安華門市
  - 全家便利商店高雄富華店
  - 高雄市私立明華幼稚園
  - 三商美邦人壽高雄中正分公司
- 明華路：
  - 大帑殿KTV明華店
  - 高雄市立明華國民中學
  - H₂o Hotel 水京棧國際酒店
  - 中華郵政高雄凹仔底郵局
  - 御宿商旅明華館
  - 7-ELEVEN 明榮門市

## 公共自行車
- 高雄市公共自行車租賃系統：
  - 博愛明華路口東北側：博愛二路318號(前人行道)

## 相關連結
- 高雄市主要道路列表